# Rei Matsumoto
Rei Matsumoto (松本 怜 Matsumoto Rei?), född 25 februari 1988 i Hokkaido prefektur, är en japansk fotbollsspelare.
Matsumoto började sin karriär 2010 i Yokohama F. Marinos. 2013 flyttade han till Oita Trinita.